# Gruppo di continuità
Un gruppo di continuità, detto anche UPS (acronimo della dicitura in lingua inglese uninterruptible power supply, lett. "fornitura di energia ininterruttibile"), è un'apparecchiatura elettronica utilizzata per ovviare a repentine anomalie nella fornitura di energia elettrica normalmente utilizzata (come cali di tensione e blackout), ed eventualmente anche per erogare costantemente una forma d'onda perfettamente sinusoidale alla frequenza di oscillazione prefissata, priva di variazioni accidentali. Può anche impedire anomalie quali surge, spikes, e altri transienti nella corrente che fornisce alle apparecchiature collegate.
La sua caratteristica peculiare è che – all'accadere di una grave avaria nella fornitura elettrica in ingresso – limita l'assenza di corrente alle apparecchiature collegate alla sua uscita a pochissimi millisecondi (anche meno di 1, generalmente sotto i 10, massimo 20).
Gli UPS in genere sono in grado di fornire energia elettrica per un lasso di tempo piuttosto breve ("tempo di backup"), nell'ordine dei 3-5 minuti a pieno carico; nel caso in cui l'energia elettrica sia necessaria anche in caso di avaria prolungata della fornitura tradizionale, all'UPS viene abbinato un generatore elettrico ausiliario, il quale – automaticamente o manualmente – entra in funzione non appena si verifica il problema e raggiunge il funzionamento ottimale in tempi inferiori al tempo di backup dell'UPS, assumendo quindi il ruolo di fonte di energia elettrica per l'UPS fino al ripristino della normale fornitura.

## Utilizzo
Gli UPS vengono impiegati quando si utilizzano apparecchiature elettriche che non possono rimanere mai senza corrente neanche per pochi istanti di tempo, in quanto se ciò accadesse vi sarebbero gravi ripercussioni (ad esempio poiché ciò ne causerebbe uno spegnimento/riavvio/reset improvviso e non effettuato con procedure apposite al fine di evitare danni o perdite di dati), o che possono risentire negativamente di anomalie nella tensione e/o nella frequenza della fornitura, oppure che debbano restare in funzione per un tempo prolungato prefissato (o ad oltranza) anche in assenza della normale fornitura elettrica (eventualmente grazie all'attivazione in un secondo tempo di forniture elettriche alternative locali, come un generatore elettrico/gruppo elettrogeno o un inverter collegato ad un sistema di batterie con autonomia molto maggiore di quella dell'UPS, chiamato soccorritore).
La funzione principale di un UPS è quella di mantenere adeguatamente alimentate le apparecchiature già attive nel momento in cui si verifica un'avaria nella normale fornitura elettrica, non quella di accenderle o di accendere ulteriori apparecchi durante tale frangente; in ragione di ciò gli UPS, se non adeguatamente sovradimensionati al riguardo, possono avere forti limitazioni nel reggere gli assorbimenti di picco tipici dell'accensione delle apparecchiature.

## Tipi di UPS
Vi sono varie tecnologie con cui un UPS può svolgere il suo compito; oltre al più diffuso sistema a batterie (detto gruppo di continuità statico, basato sull'accumulo di potenza elettrica in forma di corrente continua), si utilizzano anche supercondensatori e sistemi dinamici rotanti a volano.

### UPS a batterie

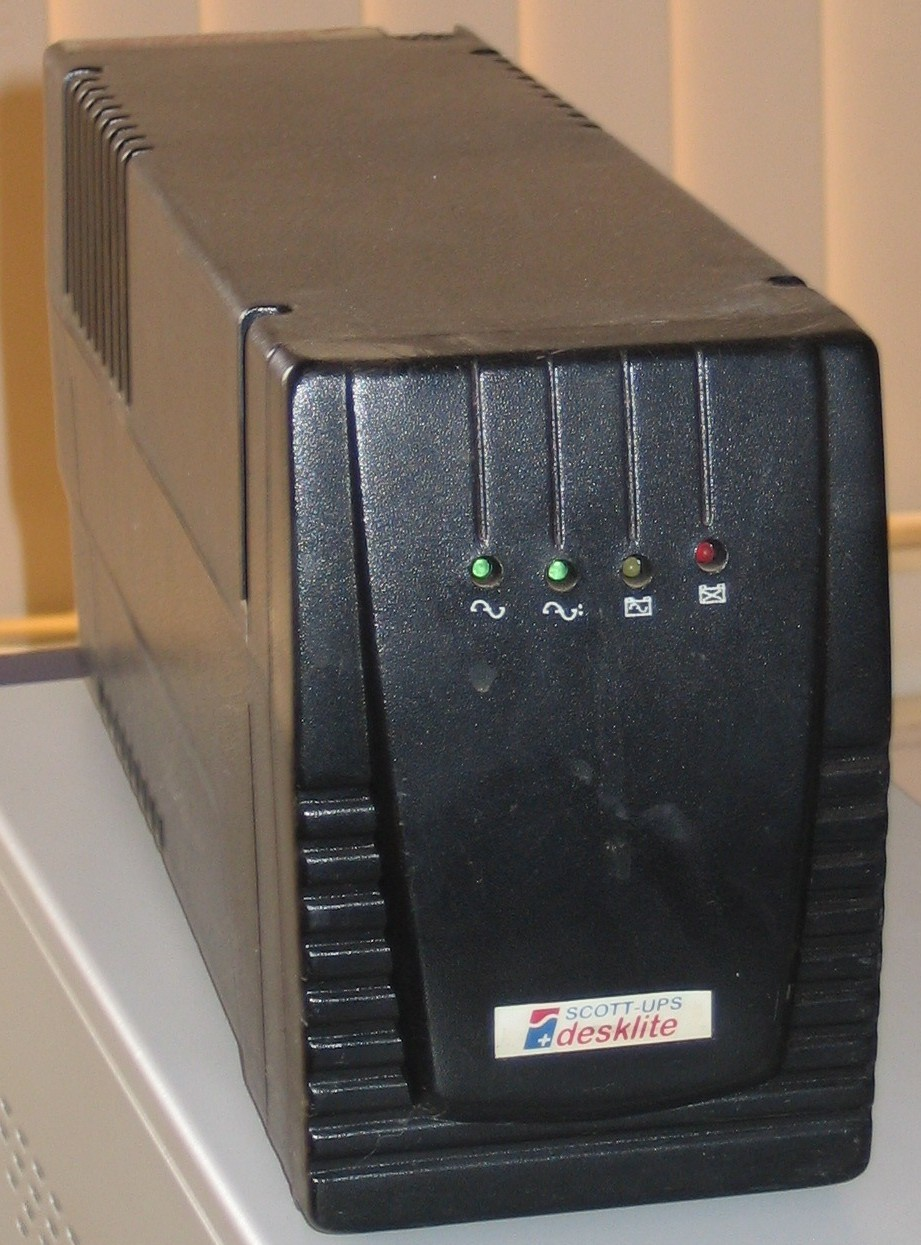
UPS per impieghi domestici

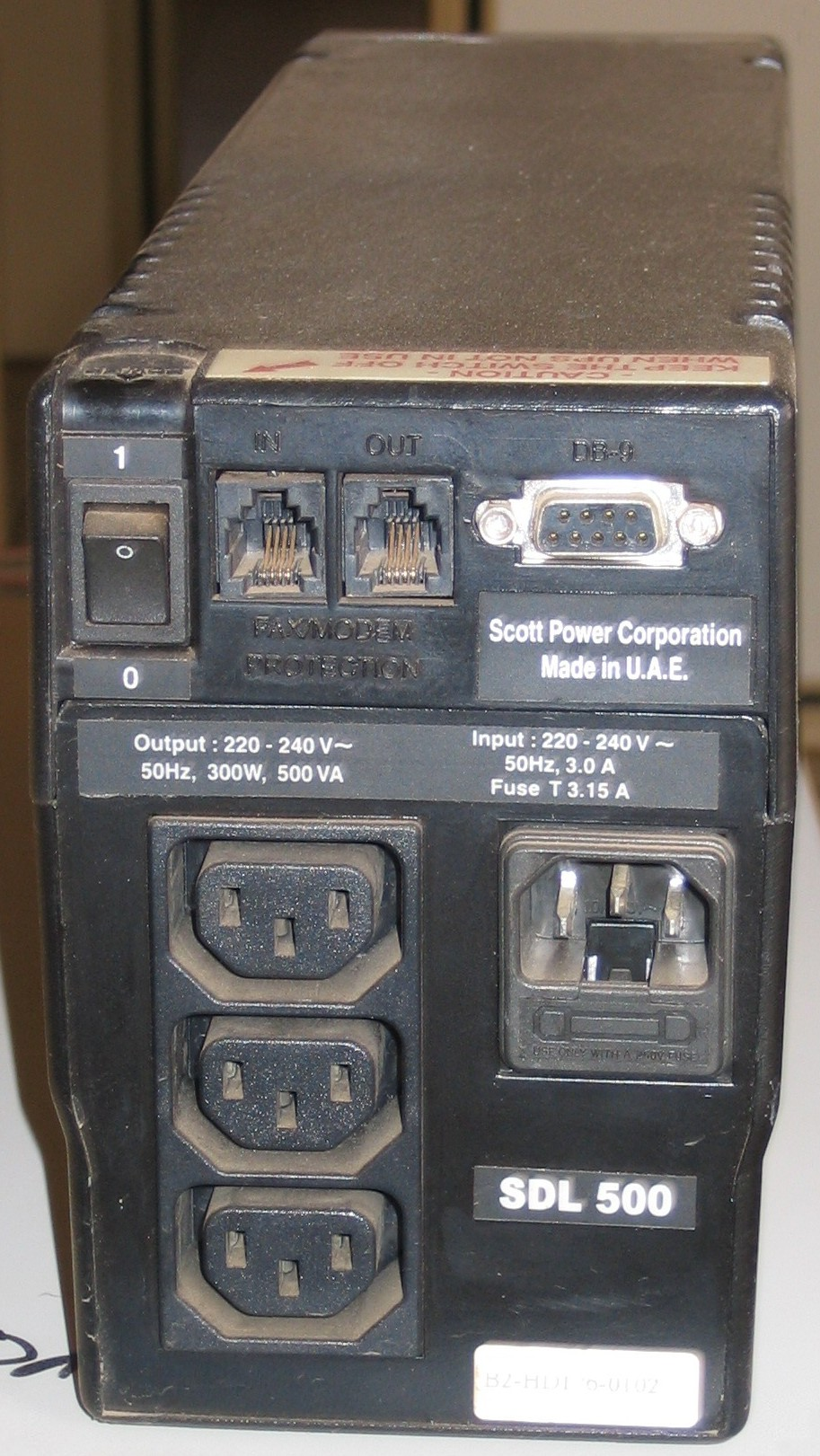
UPS per impieghi domestici (vista posteriore)
Si noti la potenza di uscita:
300 W, 500 VA

Esistono gruppi di continuità di varie potenze, a partire dai piccoli apparecchi per uso casalingo (300 Watt), tipicamente utilizzati per alimentare un personal computer non particolarmente energivoro, fino ad apparecchiature industriali da varie centinaia di kiloVoltAmpere. Sono in produzione regolare anche UPS alimentati a media tensione, in container autonomi contenenti anche le batterie, per potenze di alcune decine di megawatt, in grado di sostenere fabbriche intere fino all'avviamento di un gruppo elettrogeno alimentato a gasolio.
La corrente erogata dal gruppo di continuità durante i blackout può presentare notevoli differenze (positive o negative) rispetto a quella normalmente presente, a seconda delle caratteristiche dell'UPS, variazioni che devono essere preventivamente considerate per valutare la compatibilità con le apparecchiature da collegare. I modelli di UPS meno avanzati, in caso di blackout erogano infatti una corrente alternata priva della normale forma d'onda sinusoidale, che nel caso peggiore può essere un'onda quadra, oppure – soluzione intermedia – una forma d'onda modificata che assomiglia di più alla normale forma sinusoidale; anche la frequenza di tale forma d'onda potrebbe non essere la stessa della normale fornitura (50 Hz in caso della rete elettrica italiana), bensì variare intorno al valore nominale di più o meno determinati Hertz (esempio: +/- 1 Hz) e/o essere di altro standard (esempio: 60 Hz).
La corrente normalmente erogata dall'UPS in assenza di blackout, può essere anch'essa diversa rispetto a quella fornita dalla rete elettrica (quella con cui l'UPS è normalmente alimentato), ma in questo caso – generalmente – solo in meglio; esistono infatti alcuni tipi di UPS che quando la tensione in ingresso varia rispetto alla tensione nominale, effettuano una leggera stabilizzazione della tensione anche senza passare al funzionamento tramite batterie (UPS di tipi "Line-Interactive", dotati di AVR), mentre gli UPS migliori forniscono sempre tensione e frequenza a livelli ottimali, sia in caso di blackout che normalmente, erogando corrente di qualità anche superiore rispetto alla fornitura elettrica della rete (UPS di tipo "on-line", a doppia conversione).
Altra variabile è la tensione tra i vari poli attraverso cui viene erogata la corrente alternata generata dall'UPS; ad esempio nel caso di un'uscita 2P+T (due poli più terra, normalmente siglati L,N,PE), durante il funzionamento a batteria o in genere se il gruppo di continuità opera sulla tensione, il neutro, che negli impianti edili può avere differenti schemi di collegamento con la messa a terra, nell'UPS spesso non ha potenziale nullo come in una normale distribuzione elettrica monofase (dove la tensione tra neutro e terra dovrebbe essere pari o prossima a zero volt), bensì potrebbe risultare un'"ulteriore fase" a seconda del meccanismo utilizzato dall'UPS per generare la tensione, in questo caso la tensione di fase e neutro sono opposte tra loro e dimezzate rispetto al valore nominale di uscita (costituendo i due insieme la tensione nominale; es.: 115 V + 115 V = 230 V), o presentare comunque delle tensioni anomale con la terra.
Tale eventuale assenza di un vero neutro e di un unico polo in tensione può impedire il funzionamento di alcune apparecchiature.
Poiché diverse apparecchiature elettriche necessitano di essere alimentate sempre con una corrente alternata avente forma sinusoidale pura "Pure Sine Wave"-PSW (tra cui le più sensibili come gli attuali diffusi alimentatori dotati di sistema PFC di tipo attivo APFC, e quelle il cui assorbimento è esclusivamente o consistentemente dovuto ad un motore elettrico), ed inoltre alcuni apparecchi regolano il loro funzionamento sincronizzandosi con una specifica frequenza della rete elettrica, risulta chiaramente indispensabile accertare preventivamente il tipo di corrente alternata che viene erogata dall'UPS, sia in presenza della tensione di rete (ad esempio se il campo d'azione dell'eventuale AVR riconduce la tensione a intervalli idonei alle necessità, o serva stabilizzazione della tensione più precisa), sia e soprattutto quando questa manca e la corrente viene totalmente generata dall'UPS, per verificare se l'UPS in questione sia perfettamente idoneo ad alimentare le apparecchiature (con e in assenza della fornitura di rete), senza danneggiarle e/o danneggiarsi.

#### Tempo di trasferimento
Quando la rete elettrica da cui è alimentato l'UPS è soggetta a un blackout, o la tensione in arrivo non è conforme ne conformabile tramite AVR, l'UPS – in determinati millisecondi "ms" dichiarati dal costruttore – preleva corrente continua da una o più batterie, con cui genera ed eroga autonomamente corrente alternata agli apparecchi a lui collegati.
Tale tempo in millisecondi, in cui l'UPS determina la necessità di autoprodurre corrente alternata ed inizia effettivamente ad erogarla, è chiamato "tempo di trasferimento" (in Inglese transfer time).
Il tempo di trasferimento può essere 0 ms per UPS di tipo "on-line", e generalmente inferiore ai 15 ms per gli altri tipi; il meglio è che tale valore sia 0 ms, o almeno molto sotto i 10 ms.
Gli alimentatori dei computer e prodotti affini (le apparecchiature IT) possono continuare a funzionare senza problemi anche se alimentati da UPS con un tempo di trasferimento tra i 5 e 10 ms (teoricamente devono supportare per almeno 20 ms una tensione in ingresso inferiore al 70% del valore nominale, anche pari a 0%; tale intervallo di tempo con funzionamento anche in assenza di alimentazione viene chiamato “hold-up” time), ma per altre apparecchiature – come strumenti di laboratorio altamente sensibili – un tempo di trasferimento inferiore ai 2 ms, o nullo, può essere indispensabile.
In ogni caso, anche per gli alimentatori di apparecchi IT – quelli che devono mantenere regolarmente in funzione l'apparecchiatura anche con 20 ms di 0 volt in ingresso – un UPS avente tempo di trasferimento consistentemente inferiore a 10 ms può risultare indispensabile: a causa dell'assorbimento maggiore che viene richiesto dagli alimentatori dopo gli istanti con 0 volt in ingresso, si ha infatti nei confronti dell'UPS un assorbimento di picco – in-rush – tanto maggiore quanto è stato prolungato lo 0 volt in ingresso, con alcuni alimentatori che già dopo un blackout di 5 ms arrivano a richiedere correnti pari anche al 400% dell'assorbimento nominale, cosa che può quindi causare un sovraccarico nell'UPS con conseguente spegnimento di tutto il sistema.

#### Forma d'onda generata
La forma d'onda presente alla presa elettrica d'uscita di un UPS può essere quella presente in ingresso (normalmente quella della fornitura elettrica della rete nazionale, quindi in Italia una sinusoide pura con la frequenza nominale di 50 Hz, e THDv <8%) passata all'uscita tale e quale, oppure venire generata dall'inverter dell'UPS (ad esempio quando in modalità batteria, oppure sempre nel caso di UPS di tipo online); le apparecchiature alimentate dall'UPS, nel passare dal ricevere corrente in arrivo direttamente dalla fornitura elettrica principale al ricevere corrente generata dall'UPS o da fonte di emergenza, potrebbero pertanto risentire di problemi di sfasamento della sinusoide, tranne teoricamente in presenza di UPS di tipo online.
La forma d'onda della corrente alternata generata dall'UPS, in ordine qualitativo decrescente, può essere:
- Onda sinusoidale pura (Pure Sine Wave)
  - Onda sinusoidale pura con THDv <8% per carichi lineari e non lineari
  - Onda sinusoidale pura con THDv <8% solo per carichi lineari
  - Onda sinusoidale pura con THDv >8%
- Onda quadra/sinusoidale modificata (Modified Square Wave, Simulated Sine Wave, simulata, pseudo-sinusoidale, Step Wave, etc.) con THDv >8%
- Onda quadra (Square Wave) con THDv >8%

La THDv della forma d'onda può aumentare a seconda del tipo di carico applicato in uscita all'UPS (lineare o non lineare), nonché del livello del carico (maggiore è il carico, maggiore può diventare la THDv).
In termini di frequenza, la forma d'onda generata può essere fissa alla frequenza nominale di 50 Hz o 60 Hz a seconda dei modelli di UPS, oppure poter essere selezionata con apposita configurazione.
Molte apparecchiature elettriche per funzionare correttamente necessitano dell'onda sinusoidale pura con THDv <8% (o di THDv anche più bassa), ed alcune anche una specifica frequenza, pena spegnimento/mancata accensione, surriscaldamenti, vibrazioni/ronzii anomali, malfunzionamenti, guasti riparabili/irreparabili a se stesse e/o all'UPS (problemi non necessariamente sviluppati al primo istante di utilizzo, ma anche dopo un tot di tempo/volte variabile).

#### Tensione in uscita
La tensione della corrente alternata presente alla presa elettrica d'uscita di un UPS può essere la stessa presente all'ingresso – normalmente quella della fornitura elettrica della rete nazionale, 230 V nominali ±10% in caso della rete elettrica italiana – passata all'uscita tale e quale, oppure venire leggermente attenuata nei picchi e potenziata nei cali tramite AVR, oppure (come quando in modalità batteria), essere generata dall'inverter dell'UPS.
Generalmente, la qualità della tensione generata dall'inverter dell'UPS è migliore di quella della fornitura elettrica principale, ed anche di quella prodotta dall'eventuale AVR, risultando fluttuare meno in alto o in basso rispetto al valore nominale.

#### Isolamento galvanico
A seconda di come vengono realizzate le trasformazioni di tensione in ingresso (prima del raddrizzatore, da bassa tensione – esempio "230 Volt AC" – a bassissima tensione – esempio: "12v AC") e in uscita (dopo l'inverter, da bassissima tensione a bassa tensione), se con autotrasformatore (unico avvolgimento), transistor bipolari (IGBT), o trasformatore (avvolgimenti separati), si può avere a valle dell'UPS un sistema isolato galvanicamente dalla rete in ingresso, oppure no; tale stato può anche variare – in base all'architettura dell'UPS – a seconda che la corrente in uscita arrivi dalla rete in ingresso, sia generata dall'UPS, o arrivi dalla rete tramite bypass automatico/manuale, creando sulla rete a valle dell'UPS diversi stati di neutro (o tipi di "regime del neutro").
Di tali variabili sullo stato del neutro a valle dell'UPS bisogna tener conto in relazione alle normative di sicurezza, le quali possono considerare che la generazione autonoma di tensione da parte dell'UPS – che crea spesso un "sistema IT", "neutro isolato" – avvenga unicamente per brevi periodi di tempo, e che solo in tale estemporaneo frangente possa essere accettabile l'assenza di specifici ulteriori dispositivi di sicurezza, altrimenti obbligatori; quando vien meno la tensione di rete e l'UPS opera a batteria, i normali dispositivi di protezione posti a monte (prima) dell'UPS, quali interruttore differenziale e interruttore magnetotermico, sono totalmente insensibili e inattivi di fronte a eventuali guasti accadenti a valle dell'UPS.
In relazione alla presenza o meno di trasformatore (con avvolgimenti separati) in uscita, gli UPS – nella lingua inglese – vengono distinti tra "Transformer-Based" e "Transformerless" ("basati su trasformatore" oppure "senza trasformatore").

#### Potenza
I gruppi di continuità possono sostenere solo carichi predeterminati, in modo da non costituire sovraccarico allo specifico UPS cui sono collegati.
La potenza massima che gli UPS possono sostenere viene generalmente indicata in vari modi, i cui significati possono risultare pericolosamente fraintendibili:
- watt (W); indica la "potenza attiva" (o potenza reale), forma maggiormente attendibile per comprendere il carico massimo collegabile all'UPS
- voltampere (VA); indica la "potenza apparente". A causa della somiglianza di sonorità tra "VA" e "watt" può portare al fraintendimento del valore di potenza che indica (1000 VA possono anche corrispondere a solo 500 watt)
- volt-ampere Informatici (VAi)[34] e similari; forme proprietarie usate per indicare una specifica potenza massima dell'UPS utilizzabile per pochi istanti e richiesta per UPS che hanno un tempo di commutazione da rete a batteria e necessaria per determinati carichi, questo valore risulta sempre maggiore dell'effettiva potenza attiva e apparente.[senza fonte]

Il valore più corretto per valutare la reale capacità del gruppo è il primo (W - watt).
Il secondo valore (VA) può essere utile a descrivere la capacità del gruppo, ma da solo – senza essere affiancato al valore in watt della potenza attiva o almeno dal fattore di potenza (con cui si calcola facilmente la potenza attiva) – può rendere difficoltoso comprendere quanto carico si può applicare. Esso è il semplice prodotto Volt × Ampere a prescindere dallo sfasamento tensione - corrente. Se tale valore è uguale alla potenza in W, sicuramente in caso di sfasamento l'UPS erogherà una potenza in W inferiore al valore di targa; se invece è maggiore, significa che l'UPS può garantire la potenza in W dichiarata anche in presenza di un certo sfasamento.
Il terzo valore (VAi) ed ogni altro termine specifico si prestano fortemente a fraintendimenti. Ad esempio il VAi può essere maggiore e di solito doppio (se l'UPS ha dei condensatori per la fase di commutazione a batteria) del VA che è a sua volta tipicamente il doppio della potenza effettiva in watt. Dato che la capacità di un gruppo di continuità in termini di VA e VAi può essere calcolata in diverse maniere, si possono avere due gruppi con potenza dichiarata di 1500 VAi, ma potenza reale molto differente.
Avere esatta nozione dei valori massimi di VA e W erogabili dall'UPS, permette quindi di applicarvi dei carichi supportabili, controllando che essi richiedano sempre valori inferiori per entrambi i parametri (considerando poi inoltre che determinati carichi hanno degli assorbimenti di picco – ad esempio a causa dello spunto di accensione – che possono essere 2-3 volte maggiori del valore di assorbimento nominale, e tali picchi potrebbero non essere sostenibili dall'UPS in assenza di specifiche indicazioni della potenza massima di picco erogabile, e relativi tempi).
Approfondendo, nelle specifiche degli UPS i costruttori forniscono il valore del fattore di potenza cosφ di uscita dell'UPS, che abbinato a altri dati è in grado di fornirci la reale potenza del Gruppo.
Esempio: 500 VA di potenza apparente a cosφ = 0,6 (il più classico fino ad un recente passato), realmente ci possono fornire 300 W di potenza attiva, che poi a seconda di quanto il carico è sfasato rispetto alla sinusoide di uscita può ulteriormente declassarsi, quindi avremo realmente anche una corrente disponibile minore.
Si ricorda che il cosφ che viene dichiarato è considerato induttivo, e normalmente la potenza erogata resta uguale fino a un cosφ induttivo del carico di 0,5; altro discorso è un carico con cosφ capacitivo che può declassare la potenza reale di un UPS anche del 50%. La potenza supportabile dall'UPS varia a seconda del carico.
La potenza effettiva dipende dal carico, resistivo o induttivo.
Infatti per calcolare la potenza in uno stadio alternata si usa la seguente formula
{\displaystyle P=VI\cos \varphi }
Dove la {\displaystyle V} indica la tensione del generatore (in Volt), {\displaystyle I} in corrente (in Ampere) , cosφ è lo sfasamento (i costruttori di gruppi di continuità non possono sapere quale carico andremo ad alimentare) e la {\displaystyle P} indica la potenza (in Watt). Lo stesso valore (VA) viene dato anche per indicare la potenza dei gruppi elettrogeni, trasformatori, ecc.
Dalla metà del 2012 sono entrati in commercio UPS a cosφ = 1, ovvero un UPS da 1000 VA è in grado di erogare 1000 W; per tali nuovi tipi di UPS (e similari aventi elevati fattori di potenza, di poco inferiori ad 1), bisogna prestare particolare attenzione agli assorbimenti in VoltAmpere (potenza apparente) dei carichi che si vanno ad applicare, poiché a fronte di un determinato assorbimento in Watt (potenza attiva), quello in VoltAmpere non sarà mai minore, ma solo pari (nelle apparecchiature più efficienti) o superiore.
La maggior parte degli UPS, nei manuali d'uso e di sicurezza indica quasi sempre di applicare all'uscita dell'UPS un carico mai effettivamente pari alla potenza nominale dell'UPS, bensì inferiore (generalmente al di sotto dell'80%).

#### Autonomia (tempo di backup)
Per autonomia di un UPS si intende generalmente quanto tempo questo può alimentare le apparecchiature collegate alla sua uscita, quando la fornitura elettrica (principale) in ingresso viene meno (blackout) o risulta comunque inutilizzabile per sua grave difformità; tale tempo, che dovrebbe in teoria essere riferito al massimo carico di targa dell'UPS, è invece più correttamente chiamato tempo di backup, poiché durante tale arco di tempo si dovrebbe di norma attivare rapidamente in automatico (nell'ordine delle decine di secondi) una fornitura elettrica alternativa a quella principale in avaria – di backup, appunto – derivante da gruppo elettrogeno o altra fonte, che si sostituisce alla fornitura elettrica mancante tramite switch nel quadro elettrico generale (o nelle sue sottosezioni da alimentare in caso di blackout), in attesa del ripristino della fornitura principale.
Se la fornitura elettrica di backup non è predisposta – come nel caso di piccoli uffici o normali situazioni casalinghe (SoHo) – o ha un guasto a sua volta, e non si presume di riavere attiva la fornitura principale nell'immediato, entro il tempo di backup si deve quantomeno poter riuscire a spegnere correttamente le apparecchiature collegate all'UPS (eventualmente in automatico dopo tot secondi di permanenza del problema), evitando i danni o perdita di configurazione/dati che altrimenti un blackout senza UPS avrebbe immediatamente causato.
Il tempo di backup a pieno carico è quindi generalmente molto breve (2 o 3 minuti), giusto utile a salvaguardare il funzionamento delle apparecchiature collegate in caso di blackout istantanei (qualche secondo o frazione di secondo, magari in serie ripetuta a distanza ravvicinata), oppure a permettere l'attivazione dell'alimentazione di backup per blackout più lunghi.
Nel caso non si disponga di fornitura elettrica secondaria di backup in ingresso all'UPS, per avere la possibilità di far continuare a funzionare i carichi collegati all'UPS anche in caso di blackout prolungato (da almeno qualche decina di minuti fino a quasi 1 ora), una soluzione può essere quella di sovradimensionare enormemente l'UPS rispetto al carico (esempio: UPS da 800 W per carico di 50 W).
In ogni caso, prima di affidare per un tempo prolungato l'alimentazione delle proprie apparecchiature alla corrente alternata generata da un UPS, assicurarsi della sua qualità in relazione ai carichi applicati, specialmente in termini di forma d'onda e THDv; tale corrente potrebbe infatti essere di qualità inferiore rispetto a quella normalmente erogata dalla rete elettrica, e – a seconda delle apparecchiature – venire comunque tollerata solo proprio in virtù di un breve tempo di utilizzo, mentre con tempi prolungati dare luogo a malfunzionamenti o danneggiamenti.
Il tempo massimo per cui un UPS può mantenere attivi i carichi collegati in caso di blackout (o in presenza di fornitura elettrica di rete gravemente alterata, inutilizzabile) è determinato da 4 fattori:
- capacità totale delle batterie (un piccolo UPS con batteria da 7 Ah avrà meno autonomia di uno con più batterie o di capacità maggiore)
- stato di carica delle batterie (i tempi di ricarica completa si aggirano sulle 6-12 ore; in caso di utilizzo, un successivo blackout a breve distanza di tempo potrebbe trovare le batterie non al 100%)
- ciclo di vita delle batterie/livello di deterioramento (le batterie hanno un'aspettativa di utilizzabilità limitata, 3-5 anni dalla produzione, e progressivamente non sono più in grado di immagazzinare la capacità di targa, come invece appena prodotte e con pochi cicli di carica/scarica[N 11])
- livello di carico collegato; più è elevato, per meno tempo viene sostenuto (una tipica batteria per UPS da 12 V, 7 Ah può ad esempio sostenere un carico massimo – comprensivo dell'assorbimento della circuiteria di conversione DC-AC dell'UPS – di circa 249 watt per circa 5 minuti prima di essere scarica, oppure circa solo il 66% di tale carico per il doppio del tempo[N 12]).

Nella descrizione sommaria degli UPS viene indicato il tempo di backup con batteria totalmente carica e al massimo delle sue prestazioni (anche fino ad un utilizzo estremo che ne riduce l'aspettativa di vita), ma spesso non riferito al carico massimo (è usuale dare a riferimento un tempo con applicato circa la metà del carico massimo, anche in relazione al fatto che di solito viene consigliato di collegare all'UPS un carico mai effettivamente pari al carico massimo ammissibile, bensì consistentemente meno, poiché maggiore è il carico e quindi il consumo, maggiori saranno poi i tempi di ricarica necessari), risultando così anche tempi di 5-10 minuti o anche più, e solo controllando le specifiche si può trovare l'effettivo tempo di backup a pieno carico, che risulta appunto spesso nell'ordine della manciata di minuti.

##### Batterie
Le batterie degli UPS sono normalmente di tipo piombo-acido a "ciclo profondo, Deep-Cycle" ermetiche (anche che dette sigillate, con valvola di regolazione, senza manutenzione; in inglese: "Sealed Lead-Acid Battery - S.L.A. battery", "Valve Regulated Lead Acid - V.R.L.A.", "Maintenance free"), realizzate con Gel (acido interamente gelatinizzato) o absorbent glass mat (AGM), che possono essere utilizzate in qualsiasi posizione orizzontale/verticale.
Per gruppi di continuità piccoli si usa una tensione di 12 volt, mentre con il crescere della potenza del gruppo di continuità il fabbricante richiede che si usino tensioni sempre maggiori, spesso multiple di 12. Si può arrivare e superare anche a serie di 20 batterie, equivalenti ad una tensione di 240 e più volt. Il numero di batterie quindi aumenta all'aumentare della potenza richiesta in uscita e al tempo per cui dovrà erogarla. Per avere autonomie più lunghe bisogna disporre di più serie di batterie in parallelo, in maniera da aumentare la capacità di immagazzinamento di energia. Le batterie cosiddette "a ciclo profondo", a differenza delle batterie al piombo comuni, sopportano molti cicli di scarica profondi.
All'installazione di un gruppo di continuità bisogna quindi corredarlo del numero di batterie adeguato per coprire la necessità di potenza e tempo. Bisogna inoltre assicurarsi che i periodi in cui le batterie si ricaricano siano sufficientemente lunghi da permettere loro di reimmagazzinare l'energia necessaria. Da considerare attentamente la temperatura di stoccaggio, in quanto le batterie, devono restare a temperature inferiori ai 25 °C, pena il decadimento della aspettativa di vita.

###### Carica delle batterie
I gruppi di continuità sono corredati dal circuito che carica, ricarica e mantiene in carica le batterie. Tale circuito fornisce alle batterie una tensione sui 13,6 volt per monoblocco (monoblocco = batteria) con una corrente massima che dev'essere limitata, in ampere, al 10-20% della capacità della batteria montata espressa in ampere-ora; per esempio, montando una serie di batterie da 150 Ah si può ricaricare con una corrente massima compresa tra 15 e 30 A; se invece avessimo due serie in parallelo questi valori raddoppiano, quindi tra 30 e 60 A. I circuiti di ricarica sono progettati in modo tale da ridurre la corrente a valori di mantenimento quando rilevano che la batteria è carica.
In alcuni modelli di UPS la carica avviene in modo ancor più intelligente, regolando la tensione in base alla temperatura delle batterie, oppure sottoponendo le batterie a continui cicli di carica e di rilassamento. Tutto questo al fine di migliorare il rendimento e la durata degli accumulatori.
Si noti che utilizzare batterie con più capacità di quella prevista dallo specifico UPS, seppure possa apparire fattibile crea due potenziali gravi problemi: l'UPS impiega più tempo a ricaricare completamente la batteria, eventualmente danneggiando i componenti preposti alla ricarica in quanto rimangono maggiormente in funzione a pieno carico in fase di ricarica; inoltre il potenziale funzionamento maggiormente prolungato in modalità backup potrebbe surriscaldare oltre misura l'apparecchio, progettato per tempi di conversione DC/AC più limitati.

###### Sostituzione delle batterie
Gli UPS normalmente sono dotati di led o display – o segnali acustici codificati – in grado di segnalare l'approssimarsi della necessità di cambiare la batteria, o quando è diventata inutilizzabile. Se tale avviso è generalmente valido (difficile che la batteria segnalata come esausta possa essere ancora in buono stato), può accadere tuttavia che sia tardivo, causa sovrastima della capacità residua della batteria.
Buona pratica è quella di testare ciclicamente – ogni uno o due mesi – l'effettiva tenuta dell'UPS in modalità backup, collegandovi – a batterie caricate al 100% dopo i tempi previsti – dei carichi di livello noto e poco superiore a quello utilizzato normalmente (ma che possano correre il rischio di spegnersi) per dei tempi di riferimento che poi saranno quelli considerati come realmente realizzabili, onde verificare se le proprie stime/aspettative dei tempi di backup sono esatte, in relazione alla progressiva diminuzione della capacità delle batterie dovuta al deterioramento.
Negli UPS entry-level, la batteria è spesso totalmente inglobata nell'involucro dell'apparecchio, e sostituirla può essere difficoltoso, specialmente nel richiudere correttamente l'UPS senza costringere i vari cavi a pericolose compressioni tra loro, e contro gli altri componenti.
Altri UPS, sempre a batteria interna, dispongono invece di un apposito sportello laterale su una delle superfici, che una volta aperto/rimosso (svitando poche viti o anche solo azionando una linguetta d'apertura), permette di sostituire la batteria senza interagire con altro componente che con i morsetti dei due cavi (positivo e negativo) che la collegano.
UPS professionali di maggiori dimensioni dispongono invece di apposite slitte di estrazione, o alloggiamenti/contenitori esterni.

#### Rumorosità
Fattore da tenere presente specialmente nel caso di ambienti silenziosi, è che gli UPS possono essere – anche nel normale funzionamento in presenza di alimentazione di rete – più o meno silenziosi o rumorosi, a seconda del tipo e della qualità dei componenti; negli UPS on-line, data la costante doppia conversione, potrebbero essere quasi sempre attive delle ventole di raffreddamento, il cui rumore può essere accettabile o meno a seconda dei contesti e della sensibilità uditiva delle persone; dei sibili o dei ronzii da parte dell'UPS, elevati o minimi, generalmente costanti o mutevoli al variare del carico, possono poi essere normali a seconda della qualità e del design dell'UPS, a prescindere dal tipo; i livelli di rumorosità vengono generalmente espressi in decibel di pressione sonora, pesati in classe A "dB(A)".
Viceversa, nel funzionamento in modalità backup – batterie – è parte integrante degli UPS emettere dei beep, appositi segnali di allarme volti ad indicare che si è persa la fruibilità della tensione di rete, e bisogna al più presto attivare una fornitura elettrica secondaria ed applicarla all'ingresso dell'UPS, oppure spegnere correttamente le apparecchiature collegate all'uscita, prima che si scarichi la batteria (è da tenere conto che gli UPS sarebbero infatti solo una parte di un sistema completo di alimentazione d'emergenza, e cioè quella che provvede – tramite bassissimi o nulli tempi di trasferimento – ad evitare alle apparecchiature collegate vuoti di corrente, mentre vengono rapidamente attivate forniture elettriche locali autonome dotate di maggior autonomia, le quali ovviamente non prevedono di generare segnali di allarme durante tale attività, che è quella per loro di normale utilizzo).
Tale beep di allarme durante il funzionamento a batteria è per altro difficilmente regolabile in volume, o disattivabile, e il suo potenziale disturbo – rapportato alla necessità di ricevere tale allarme – deve essere tenuto da conto in fase di definizione del posizionamento dell'UPS (es.: un UPS posizionato in camera da letto, potrebbe dar luogo a sveglie notturne in occasione di blackout istantanei o prolungati, come eventualmente anche solo di passaggio alla modalità AVR).

#### Tecnologia costruttiva
Fondamentalmente è un apparecchio costituito da almeno tre parti principali: un primo convertitore alternata/continua (convertitore AC) che, grazie a un raddrizzatore e a un filtro, converte la corrente alternata della rete elettrica in corrente continua; una batteria, o più batterie, in cui viene immagazzinata l'energia fornita dal primo convertitore; un secondo convertitore continua/alternata (convertitore CA o inverter) che, prelevando energia dal raddrizzatore o dalle batterie in caso di mancanza di rete elettrica, fornisce corrente al carico collegato.
Parte integrante degli UPS può essere il "bypass", quello statico, anche detto automatico e quello manuale. Il primo, completamente gestito dalla macchina, commuta il carico tra inverter e rete senza buco di tensione, solitamente eseguito tramite SCR, e diventa importante in caso di anomalia sia dell'UPS che a valle, cioè del carico se sovraccarico e/o cortocircuito. Il bypass manuale è appunto gestito da un operatore, utile in caso di guasto con possibile spegnimento del carico e di manutenzione; in questo modo, si esclude completamente la macchina, garantendo il funzionamento del carico da rete. In modalità "bypass" il carico non è in alcun modo protetto.
Un gruppo di continuità semplice (tralasciando la parte raddrizzatore e batterie), consiste in un inverter, in cui un oscillatore a onda quadra genera il segnale che poi, amplificato da una batteria di transistor alimentati dalla tensione continua, rende la potenza necessaria attraverso un trasformatore per il necessario innalzamento in tensione. Gruppi di continuità avanzati hanno cominciato a usare componentistica più moderna, come gli IGBT, i MOSFET o altri ancora, al fine di ottenere un'efficienza superiore.
Salendo ulteriormente nella scala della complessità, vengono usati vari sistemi per ottenere una forma d'onda in uscita che sia più simile all'onda sinusoidale che viene distribuita dalle compagnie di elettricità. Ciò avviene a livello dell'oscillatore o del circuito dei transistor. Vengono usati condensatori e induttori per filtrare il flusso di corrente da e verso il transistor, in modo da renderlo più "morbido". È anche possibile produrre un'onda più sinusoidale usando un'alimentazione duale: positivo, negativo, e massa. Un circuito logico s'incarica di attivare i transistor in modo che si alternino nella commutazione nel modo giusto.
All'interno degli UPS per generare la corrente alternata vengono usati gli inverter che prelevano l'energia dalle batterie. Spesso generano un'onda sinusoidale modificata, simile a quella originale ma a gradini, in maniera simile alla Pulse-amplitude modulation, che ha la stessa area della sinusoidale pura e quindi la stessa energia. Dopo l'inverter il segnale viene passato a dei filtri che gli smussano gli angoli facendola assomigliare maggiormente a una sinusoide. In genere gli UPS hanno due tipi di prese. Un gruppo collegato alle batterie (e all'inverter) e un gruppo di prese collegate solo ai filtri, in caso di mancanza di corrente quest'ultimo gruppo smette di erogare corrente.
Gruppi di continuità ancora più sofisticati usano la tecnica detta modulazione di larghezza di impulso (in inglese Pulse Width Modulation o PWM) con una portante ad alta frequenza: ciò permette di approssimare più da vicino una funzione sinusoidale.
Negli UPS di qualità, l'onda sinusoidale in uscita può risultare addirittura migliore di quella fornita in ingresso.
Tutti i gruppi di continuità che non generano un'onda sinusoidale pura fanno sì che certi carichi, come i motori elettrici (ventilatori, per esempio), o lavorino in maniera meno efficiente/disturbata (come spesso accade nel caso di onda pseudo-sinusoidale/onda modificata), fin'anche non funzionino, si guastino e/o guastino l'UPS.

#### Tipologia
Esistono tre principali categorie di UPS, che in ordine decrescente di qualità/costo sono:
- on-line o VFI (Voltage and Frequency Independent): anche detti "a doppia conversione", erogano sempre una tensione e una frequenza regolati; il tempo di trasferimento può ridursi a zero millisecondi
- line-interactive o VI (Voltage Independent): erogano sempre una tensione regolato, mentre la frequenza è regolata solo in modalità batteria/backup, quando viene generata dall'UPS; il tempo di trasferimento in genere varia tra i 3 e i 10 millisecondi
- off-line o VFD (Voltage and Frequency Dependent): anche detti "Standby", sia tensione sia frequenza vengono regolati solo in modalità batteria/backup; il tempo di trasferimento è in genere variabile tra 8 e 15 millisecondi

##### on line (VFI)
I gruppi di continuità "on-line" presentano il vantaggio di eliminare i disturbi presenti sulla rete di alimentazione tramite la doppia conversione, generando sempre autonomamente la corrente alternata in uscita, con tensione, forma d'onda e soprattutto a frequenza potenzialmente sempre perfette; inoltre, solo tramite la doppia conversione presente in questi modelli è possibile arrivare ad un tempo di trasferimento pari a zero millisecondi. Questo tipo presenta come svantaggio un consumo maggiore rispetto ad altri, proprio per la costante attività del raddrizzatore (ingresso AC/DC) e dell'inverter (uscita DC/AC); tale attività costante – al cui consumo si somma quello normale dovuto alla ricarica/mantenimento in carica delle batterie – può inoltre portare gli UPS on-line ad avere un'aspettativa di vita inferiore a quella di altri tipi, a parità di qualità costruttiva.
Le batterie degli UPS on-line possono essere collegate direttamente sulla sezione a tensione continua oppure, come nelle macchine di taglia media, collegate tramite degli SCR di commutazione in modo da gestire in modo più sofisticato la fase di carica e scarica.
Questo tipo di gruppi di continuità è il migliore e spesso è anche il più costoso. Gli UPS in grado di erogare potenze superiori a 2-3 kVA sono quasi tutti di questo tipo. Esistono 2 sottoprodotti che in base alla potenza e filosofia utilizzano o meno il trasformatore in uscita.
In alternativa ad un UPS di architettura on line – nel caso quindi sia plausibile una spesa elevata in termini di apparecchio e consumi – è possibile valutare di optare per un "soccorritore" operante in modalità on line (senza interruzione), avvantaggiandosi così di prestazioni migliori verso qualsiasi tipo di carico, per natura più prolungate, e tramite un apparecchio più strettamente normato dal punto di vista dell'affidabilità e della robustezza.

##### line interactive (VI)
I gruppi di continuità "line-interactive" hanno un autotrasformatore multi-tap a tensione variabile. Questo tipo speciale di trasformatore può aggiungere o sottrarre bobine di filo alimentate, aumentando o diminuendo in tal modo il campo magnetico e la tensione di uscita del trasformatore. Ciò può anche essere eseguito da un trasformatore “buck-boost” che è distinto da un autotrasformatore, poiché il primo può essere cablato per fornire isolamento galvanico. Questo tipo di UPS è in grado di tollerare continui abbassamenti di sottotensione e sovratensioni senza consumare la riserva limitata della batteria. A seconda del modello, la modifica della presa dell'autotrasformatore può causare un'interruzione della potenza di uscita molto breve, che potrebbe causare un "trillo" degli UPS dotati di un allarme di perdita di potenza. Questo è diventato popolare anche negli UPS più economici perché sfrutta i componenti già inclusi. Il trasformatore principale da 50/60 Hz utilizzato per convertire tra tensione di linea e tensione della batteria deve fornire due rapporti di trasformazione leggermente diversi: uno per convertire la tensione di uscita della batteria (tipicamente un multiplo di 12 V) in tensione di linea e una seconda per convertire la tensione di linea a una tensione di carica della batteria leggermente superiore (comunemente multiplo di 14 V). La differenza tra le due tensioni è dovuta al fatto che la ricarica di una batteria richiede una tensione ‘delta’ (fino a 13-14 V per caricare una batteria da 12 V).
Gli autotrasformatori possono essere progettati per coprire un'ampia gamma di tensioni di ingresso variabili, ma ciò richiede più tocchi e aumenta la complessità e la spesa dell'UPS. È comune che l'autotrasformatore copra un intervallo solo da circa 90 V a 140 V per alimentazione a 120 V, quindi passa alla batteria se la tensione è molto più alta o più bassa di quella gamma. In condizioni di bassa tensione, l'UPS utilizzerà più corrente del normale, quindi potrebbe richiedere un circuito di corrente superiore rispetto a un dispositivo normale. Ad esempio, per alimentare un dispositivo da 1000 W a 120 V, l'UPS preleva 8,33 A. Se si verifica un calo di tensione e la tensione scende a 100 V, l'UPS preleva 10 A per compensare. Questo funziona anche in senso inverso, quindi in una condizione di sovratensione, l'UPS avrà bisogno di meno corrente.

##### off line (VFD)
I gruppi di continuità "off-line" iniziano a sintetizzare l'onda solo qualche millisecondo dopo il black-out, creando quindi un piccolo "buco", della durata di pochi millisecondi, di tensione in uscita durante il quale il carico non viene alimentato. Per ovviare a questo problema, vengono utilizzati dei condensatori in uscita, non sempre però sufficienti a mantenere l'alimentazione del carico. Questo tipo di UPS è più economico, più facile da costruire, spesso impiegato per alimentare singoli computer o comunque utenze non troppo delicate, come ulteriore vantaggio, tenendo l'inverter spento si ha anche un consistente risparmio energetico. Spesso gli UPS di piccola taglia sono di questo tipo.

#### Classificazione IEC EN 62040-3
La norma IEC EN 62040-3 stabilisce una codifica di classificazione degli UPS in base alla loro dipendenza dalla corrente in ingresso, alla qualità della forma d'onda che viene erogata (sia in presenza di alimentazione dalla rete elettrica sia in modalità backup), e alla risposta (tempi e capacità) e su come questa varia a seconda del carico/utilizzatore connesso; tale codificazione prevede un formato composto da 3 campi A, B e C, esposti nel formato AA(A)-BB-CCC, e ogni campo ha degli indici il cui primo rappresenta la migliore qualità:
- A) Dipendenza dall'ingresso: VFI / VI / VFD
- B) Forme d'onda in uscita: S / X / Y, S / X / Y
- C) Prestazioni dinamiche in uscita: 1 / 2 / 3 / (4), 1 / 2 / 3 / (4), 1 / 2 / 3 / (4)

Il codice può così risultare VFI-SS-111 per un UPS dalle caratteristiche migliori in relazione a quanto sopra, fino a VFD-SY-333 per un UPS inadatto per apparecchiature estremamente vulnerabili ad alimentazioni disturbate.

##### A: Dipendenza dall'ingresso
La suddivisione in VFI, VI e VFD ricalca indirettamente i tre tipi costruttivi principali, e cioè On-Line, Line-Interactive e Off-Line; la sigla è riferita alle condizioni di normale esercizio (presenza di idonea fornitura elettrica all'ingresso dell'UPS, quindi nessun utilizzo delle batterie), ed indica le caratteristiche della corrente in uscita dall'UPS in relazione a quella in ingresso:
- VFI "Voltage and Frequency Independent" (tensione e frequenza indipendente): tensione, frequenza (e forma d'onda) in uscita sono rigenerati dall'UPS tramite il passaggio della corrente in ingresso attraverso raddrizzatore e inverter.
- VI "Voltage Independent" (tensione indipendente): la tensione in uscita è corretto rispetto a quello in ingresso (tramite AVR), mentre la frequenza (e la forma d'onda) è la stessa.
- VFD "Voltage and Frequency Dependent" (tensione e frequenza dipendenti): tensione, frequenza (e forma d'onda) in uscita sono quelli presenti all'ingresso.

##### B: Forme d'onda in uscita
Nel campo di classificazione della forma d'onda in uscita composto da due lettere, la prima lettera indica la caratteristica in presenza di fornitura elettrica, la seconda in modalità batteria, e si hanno le seguenti corrispondenze:
- S: forma d'onda sinusoidale THDv < 8%[N 13] sia con carico lineare che non lineare
- X: forma d'onda sinusoidale THDv < 8% solo con carico lineare; con carico non lineare[N 14] si potrebbe avere THDv > 8%
- Y: forma d'onda non sinusoidale a prescindere dal tipo e dal livello di carico, THDv > 8%

Il valore di THDv < 8% (Total Harmonic Voltage Distorsion) non indica comunque una tensione priva di imperfezioni, esso risulta infatti semplicemente conforme alla la norma CEI EN 50160 che indica tale valore quale massimo ammissibile per la distorsione armonica totale della tensione; valori più auspicabili sono quelli inferiori al 5%.
Questa doppia indicazione è necessaria per capire come lavora l'UPS alle varie condizioni, per esempio i modelli del tipo VFI operano sempre e la forma d'onda in uscita dipende sempre dal gruppo di continuità; mentre i modelli tipo VFD hanno un comportamento differenziato, e le forme d'onda in uscita possono essere molto differenti a seconda se lavorano con una fornitura elettrica di rete e in questo caso non attuano alcun intervento correttivo oppure quando operano a batteria e quindi generano una forma d'onda.

##### C: Prestazioni dinamiche in uscita
Nel campo di prestazione dell'UPS si ha un numero composto da tre cifre. Il primo dei tre numeri del terzo campo è riferito alla prestazione (tempo necessario) nel passare alle diverse modalità operative (da normale a batteria e viceversa), il secondo numero il variare delle prestazioni con diversi (per intensità) carichi lineari, il terzo numero il variare delle prestazioni con i diversi carichi non lineari; i numeri possono variare da 1 a 4 in relazione alla permanenza delle prestazioni dell'UPS all'interno dell'area descritta da 3 differenti grafici di risposta (ogni area è definita dalla curva di risposta alle sovratensioni e da quella alle sottotensioni), dove vengono identificati limiti di variazione nella tensione in uscita tra -100% e + 100%, in relazione al tempo in millisecondi (da 0,1 a 1000).
- 1: permanenza delle prestazioni all'interno dell'area Classe 1[64] (uscita a -100% della tensione nominale esclusa)
- 2: permanenza delle prestazioni all'interno dell'area Classe 2[64] (uscita a -100% della tensione nominale per massimo 1 ms)
- 3: permanenza delle prestazioni all'interno dell'area Classe 3[64] (uscita a -100% della tensione nominale per massimo 10 ms)
- (4): Fare riferimento al costruttore

L'area di Classe 1 indica la maggiore aderenza alla tensione di uscita nominale durante le variazioni di modalità/carico, e il minor tempo con cui in tali frangenti la tensione in uscita viene riportata adiacente a quella nominale; l'area di Classe 3 il maggiore scostamento di tensione, con i tempi più lunghi per il ristabilimento della tensione nominale.

###### Classe 1
L'area Classe 1 prevede uno scostamento massimo della tensione compreso tra -30% e +30% per massimo 5 ms, complessivamente massimo 20 ms per tornare ad un range compreso tra -14% e +14%, e complessivamente massimo 100 ms per tornare ad un range di tensione in uscita compreso tra -10% e +10% della tensione nominale.

###### Classe 2
L'area Classe 2 prevede uno scostamento massimo della tensione compreso tra -100% (zero volt in uscita) e +100% (o anche più) per massimo 1 ms, complessivamente massimo circa 5,5 ms per tornare ad un range di tensione in uscita compreso tra -30% e +30%, e complessivamente massimo 100 ms per tornare ad un range di tensione in uscita compreso tra -10% e +10% della tensione nominale.

###### Classe 3
L'area Classe 3, a differenza delle precedenti, non è simmetrica nel definire le risposte per sovratensioni e sottotensioni;
Per le sovratensioni ha lo stesso andamento delle sovratensioni previsto dall'area 2, mentre per le sottotensioni prevede di poter presentare -100% della tensione in uscita (zero volt) per massimo 10 ms, complessivamente massimo 20 ms per tornare ad erogare minimo il 52%, complessivamente circa 35 ms per tornare ad erogare minimo il 70%, mentre tra i 100 e i 1000 ms dallo stato di variazione può erogare fino a -20% della tensione nominale.

### UPS a supercondensatori
Un UPS basato sull'accumulo elettrostatico utilizza il principio del condensatore, sviluppato nei supercondensatori. Questi UPS risultano in genere più costosi di quelli tipici a batteria, ma hanno dei cicli di vita più lunghi, con brevi tempi di ricarica; per contro tendono ad avere tempi di backup inferiori, richiedendo quindi quasi sempre di essere abbinati a fonti di corrente alternative (gruppo elettrogeno, soccorritore, etc) che entrino rapidamente in funzione all'occorrenza di blackout o grave anomalia nella fornitura elettrica principale.

### UPS rotanti a volano
Nei gruppi rotanti l’accumulo di energia avviene facendo ruotare tramite un motore elettrico collegato alla rete un volano a due rotori concentrici, accoppiati tra di loro elettromagneticamente.
In questo modo, mentre il rotore esterno (che ruota a 3000 giri al minuto per le reti a 50 Hz come quella italiana) accumula energia, quello interno, che gira a velocità più bassa (1500 rpm) funziona da stabilizzatore di tensione e frequenza.
Quando la rete diventa instabile e supera la gamma di oscillazioni gestibile dal gruppo, o si interrompe del tutto, l’energia cinetica accumulata dal volano esterno viene trasferita tramite accoppiamento elettromagnetico a quello interno, che a sua volta aziona il generatore, garantendo che l’alimentazione alle utenze venga mantenuta senza interruzioni e sbalzi di tensione e frequenza.
Contemporaneamente, viene comandato l’avviamento del motore diesel, che si porta nell’arco di qualche decina di secondi alla velocità di rotazione richiesta e solo a quel punto tramite una frizione magnetica inizia a far ruotare il generatore e ad alimentare le utenze, mentre il volano ritorna ad accumulare energia. I diesel utilizzati sono conformi ai recenti standard di emissione EPA e TA LUFT.
Il tutto avviene senza soluzione di continuità, senza perdita anche momentanea di funzionalità per le apparecchiature collegate. Il gruppo di continuità, una volta avviato il motore, può fornire energia per un tempo limitato solo dalla disponibilità di carburante.
L’accoppiamento elettromagnetico tra albero motore e asse del generatore e tra i due elementi del volano garantisce infatti attriti limitatissimi. Inoltre, la struttura a due elementi concentrici del volano consente di ridurre gli sforzi sui cuscinetti a sfere, che non superano mai il regime di rotazione di 1500 rpm.

### Esplicative
1. ↑  La costante erogazione di onda sinusoidale priva di anomalie è riferita a sistemi in comune corrente alternata, poiché ovviamente in eventuali sistemi a corrente continua non vi è alcuna questione al riguardo.
2. ↑  Il tempo in cui vi è assenza di idonea corrente in uscita mentre l'UPS passa dalla "modalità normale" (energia in uscita derivata dalla fornitura ingresso) alla "modalità backup" (energia in uscita generata dall'UPS), espresso in millisecondi, è detto "tempo di trasferimento", transfer time.
3. ↑  In ragione del tempo di autonomia spesso limitato, all'UPS viene frequentemente abbinato un generatore elettrico (qui identificato come ausiliario, di emergenza, di riserva – backup – rispetto alla fornitura normale/primaria), collegato in ingresso su circuito alternativo automatico rispetto a quello della fornitura normale/primaria, il quale interviene nel giro di qualche secondo o minuto dall'avaria alla fornitura normale/primaria, riportando così l'UPS in modalità di normale esercizio (comprendente la ricarica), nell'attesa del ripristino della fornitura normale/primaria (al cui ritorno l'ingresso dell'UPS verrà automaticamente ricollegato, eventualmente riattivando per un breve istante la "modalità backup" durante la commutazione tra fornitura ausiliaria/secondaria e fornitura normale/primaria).
4. ↑  Spesso gli UPS, per permettere la normale accensione di certe apparecchiature con forti correnti di avvio, sono dotati di un circuito di bypass automatico – alimentato direttamente dalla normale fornitura elettrica – che permette all'apparecchiatura di ricevere le correnti di picco necessarie direttamente dalla rete, senza dipendere al riguardo dall'UPS, per poi tornare sotto protezione UPS terminato il picco di consumo; tale circuito durante un blackout o altra anomalia può chiaramente risultare privo di energia utilizzabile, e per tanto una richiesta di energia di picco eccessiva in tali frangenti comporterebbe comunque lo spegnimento di tutti i carichi a valle dell'UPS.
5. ↑    - L = Live o Line (o hot Line), la "fase"
  - N = Neutral (o Nothing Line), il "neutro"
  - PE = Protective Earth, la "terra"
6. ↑  Similare presenza di fase su ambo i poli di un sistema 2P+T si riscontra anche in alcuni sistemi di distribuzione elettrica datati, che utilizzano la distribuzione bifase derivata da un sistema trifase non aggiornato a 380V-400V
7. ↑  Nel caso tra i carichi collegati all'UPS vi sia un apparecchio il cui assorbimento è totalmente o prioritariamente dovuto a un motore, è necessario considerare sempre le relative elevate correnti di spunto, inrush, sovradimensionando adeguatamente la potenza complessiva dell'UPS.
Un sistema di calcolo approssimativo del sovradimensionamento necessario, è quello di considerare ridotta ad almeno 1/3 la potenza nominale in Watt dell'UPS (esempio: ad un UPS con potenza nominale di 1500 Watt collegheremo un carico nominale mai complessivamente superiore a 500 Watt)[senza fonte]
 Posso usare un gruppo di continuità per alimentare una pompa sommersa?, su S.I.E.S. srl (archiviato l'11 aprile 2020).
«(...) il motore di una pompa spunta, almeno 3 volte la corrente nominale; la pompa in fase di accensione richiede una quantità di corrente molto elevata (...)»
8. ↑  Nel caso si utilizzi un UPS con tempo di trasferimento maggiore di 10 ms, poiché valutato compatibile con l'hold-up time dell'apparecchiatura collegata, è bene quindi considerare di sovradimensionare in modo consistente la sua potenza rispetto al carico, molto più di quanto già normalmente opportuno con UPS aventi tempo di trasferimento ampiamente sotto i 10 ms.
9. ↑  Esempio: con un UPS che eroga massimo 500 VA / 300 W sarà impossibile alimentare un carico che richieda massimo 525 VA e 280 W, come anche un carico che richieda 450 VA e 350 W
10. ↑  Esempio: con un UPS da 1000 VA avente fattore di potenza = 1, in grado quindi di erogare fino a 1000 W, sarà impossibile alimentare un carico che richiede 800 W di potenza attiva, ma 1200 VA di potenza apparente; per controllare la potenza apparente nominale continua di un carico (VA), fare riferimento sovradimensionato alla tensione in ingresso e all'assorbimento richiesto in Ampere (Es.: 230 V AC e 4,9 A = 1127 VA = circa 1200 VA)
11. ↑  Si può rendere necessaria la sostituzione della batteria dopo 1-3 anni di utilizzo nell'UPS, a seconda dei cicli di lavoro svolti e delle temperature in cui opera
12. ↑  Constant power discharge in Watts per cell at 25 °C:[37]
  - (cut-off voltage 1.75Vpc @ 5min) * 6 cells = 41.5*6 = 249 watt
  - (cut-off voltage 1.75Vpc @ 10min) * 6 cells = 28.7*6 = 172.2 watt
13. ↑  THDv è la distorsione armonica totale della forma d'onda di tensione[60]
14. ↑  Quali tipi di carico provocano le armoniche
Carichi non lineari (carichi elettronici): apparecchiature che utilizzano alimentatori switching, trasformatori, UPS, sistemi di illuminazione elettronica, sistemi di illuminazione a incandescenza controllati da TRIAC, azionamenti a velocità variabile, impianti galvanici, forni a microonde, apparecchiature medicali, saldatrici, forni a induzione e forni ad arco[61]

### Bibliografiche
1. ↑   Guida UPS, su powerups.it. URL consultato il 27 gennaio 2022.
2. ↑   Marcello Polacchini, FAQ - per rispettare la normativa sulla privacy dobbiamo dotarci di gruppi di continuità sul server e sui pc. Nel Codice della privacy, però, non abbiamo trovato un riferimento preciso. Come ci dobbiamo comportare?, su dataweb.it, luglio 2007. URL consultato il 12 dicembre 2023 (archiviato il 28 maggio 2021).
3. ↑   E. Tironi, L. Piegari, V. Musolino e S. Pagnoncelli, Accumulo elettrico con supercondensatori nell’industria: studio di sistema e valutazioni tecnico-economiche per l’applicazione ad un carro ponte3 (PDF), su www2.enea.it, ENEA, aprile 2009. URL consultato il 20 novembre 2023 (archiviato il 28 maggio 2021).
4. ↑   SuperCaps UPS, su riello-ups.it. URL consultato il 26 marzo 2020 (archiviato dall'url originale il 6 ottobre 2020).
5. ↑   SUPER CONDENSATORI U-UPS, su atmespa.it. URL consultato il 26 marzo 2020 (archiviato il 3 agosto 2020).
6. ↑   ARBOR presenta un UPS a supercondensatori e modulo LoRa, su elettronica-plus.it, 29 novembre 2018. URL consultato il 12 dicembre 2023 (archiviato il 3 dicembre 2018).
7. ↑   Gruppi UPS rotanti, su CM Energia. URL consultato il 26 marzo 2020 (archiviato il 16 gennaio 2020).
8. ↑   Gruppi di Continuità Rotanti no-break KS, UPS e Gruppi di Continuità Industriali, su intergen.it. URL consultato il 26 marzo 2020 (archiviato il 10 dicembre 2017).
9. ↑   RUPS E ERUPS, su atmespa.it. URL consultato il 26 marzo 2020 (archiviato il 3 agosto 2020).
10. ↑   Aldo Barillaro, Che cos’è il PFC?, su Come scegliere un alimentatore per PC, informaticapertutti.com. URL consultato il 12 dicembre 2023 (archiviato il 29 settembre 2020).
11. ↑   Aldo Barillaro, Il problema degli alimentatori con PFC attivo, su Come scegliere un gruppo di continuità per PC, informaticapertutti.com. URL consultato il 12 dicembre 2023 (archiviato il 29 settembre 2020).
12. ↑   La tecnologia PFC degli alimentatori switching, su Stampolampo Blog, 8 novembre 2011. URL consultato il 12 dicembre 2023 (archiviato l'11 aprile 2020).
13. ↑   Joseph Seymour e Terry Horsley, Le sette differenti problematiche relative all'alimentazione elettrica "White Paper 18" (Tolleranza di alimentazione) (PDF), su download.schneider-electric.com, 9 gennaio 2011. URL consultato il 12 dicembre 2023 (archiviato il 28 maggio 2021).
14. ↑  (EN) ITI (CBEMA) CURVE APPLICATION NOTE (PDF), su itic.org:80, 14 novembre 2000 (archiviato dall'url originale il 12 maggio 2005).
15. ↑  (EN) What is Hold-up Time?, su Sunpower UK. URL consultato il 12 dicembre 2023 (archiviato l'11 aprile 2020).
16. ↑  (EN) What is Transfer Time?, su Sunpower UK. URL consultato il 12 dicembre 2023 (archiviato l'11 aprile 2020).
17. ↑   Franco Bua, Guida normativa per conoscere e usare gli Ups, su 01net.it, 30 aprile 2019. URL consultato il 12 dicembre 2023 (archiviato l'11 aprile 2020).
18. ↑   CEMEP, Gruppi Statici di Continuità - GUIDA EUROPEA (PDF), su vegaengineering.com, 3ª ed.. URL consultato il 12 dicembre 2023 (archiviato il 28 maggio 2021).
19. ↑  (EN) Vicky Prince, TRANSFER TIMES IN UPS – WHAT ARE THEY AND HOW WILL THEY AFFECT MY EQUIPMENT?, su powerinspired.com, 23 novembre 2017 (archiviato l'11 aprile 2020).
20. ↑  (EN) What is Inrush Current?, su Sunpower UK. URL consultato il 12 dicembre 2023 (archiviato l'11 aprile 2020).
21. ↑  (EN) Which UPS is right for the job? (PDF), su EATON, settembre 2009. URL consultato il 12 dicembre 2023 (archiviato il 14 gennaio 2015).
22. ↑  (EN) Electrical Waveform Output, su tecnicontrol.pt (archiviato dall'url originale il 14 ottobre 2017).
23. ↑  (EN) About Uninterruptible Power Supplies (UPS), su minutemanups.com (archiviato dall'url originale il 24 novembre 2019).
24. ↑  (EN) Charles F. Kerchner, Jr., Uninterruptible Power System Waveforms - Is A Sine Wave Necessary?, su kerchner.com, 19 agosto 1988. URL consultato il 12 dicembre 2023 (archiviato il 20 febbraio 2020).
25. ↑  (EN) Pure Sine Wave vs. Modified Sine Wave, su blog.tripplite.com. URL consultato il 12 dicembre 2023 (archiviato il 20 aprile 2019).
26. ↑  (EN) PURE SINE WAVE UPS, su smartpowersystems.com. URL consultato il 12 dicembre 2023 (archiviato il 28 settembre 2019).
27. ↑  (EN) What are the different types of appliances that can run on inverter?, su glowship.com (archiviato dall'url originale l'11 aprile 2020).
28. ↑   Neutro e masse, su elenet.altervista.org (archiviato dall'url originale il 19 febbraio 2020).
29. ↑   Gestione neutro e terra in condizioni di funzionamento UPS con neutro passante, su voltimum.it, 19 luglio 2012. URL consultato il 12 dicembre 2023 (archiviato l'11 aprile 2020).
30. ↑   Dossier tecnico - Sistema IT a neutro isolato (PDF), su Schneider Electric, 2011 (archiviato dall'url originale il 25 novembre 2011).
31. ↑   Installazione dell'ups - Fattori chiave (PDF), su docplayer.it, Schneider Electric, settembre 2015. Ospitato su Docplayer.
32. ↑  (EN) What are the differences between transformer-based and transformerless UPS?, su riello-ups.co.uk. URL consultato il 12 dicembre 2023 (archiviato l'11 aprile 2020).
33. ↑  (EN) UPS design: transformer-free vs transformer-based, su EE Publishers, 6 giugno 2018 (archiviato dall'url originale l'11 aprile 2020).
34. ↑   Di che Potenza parliamo?, su onlite.it. URL consultato il 12 dicembre 2023 (archiviato dall'url originale l'11 aprile 2020).
35. ↑   Glossario, su teknel.net. URL consultato il 12 dicembre 2023 (archiviato l'11 aprile 2020).
36. ↑   QUAL È LA DIFFERENZA FRA CARICHI INDUTTIVI E RESISTIVI?, su Consulente Energia. URL consultato il 12 dicembre 2023 (archiviato il 1º maggio 2020).
37. ↑   PowerWalker PWB12-7 (PDF), su media.eetgroup.com,  p. 2. URL consultato il 12 dicembre 2023 (archiviato il 12 dicembre 2023).
38. ↑   Autonomia Gruppo di continuità, su S.I.E.S. srl (archiviato l'11 aprile 2020).
39. ↑   Parliamo di batterie... al Piombo, su elcoteam.com, 3 novembre 2015 (archiviato l'11 aprile 2020).
40. ↑   Victor Avelar e Martin Zacho, Le tecnologie delle batterie per i Data Center: confronto tra VRLA e ioni di litio (PDF), su Schneider Electric, 2016. URL consultato il 12 dicembre 2023.
41. ↑  (EN) Andrew Whyman, Battery Technology and Maintenance, su andrewwhyman.com, 20 febbraio 2013. URL consultato il 12 dicembre 2023 (archiviato l'11 aprile 2020).
42. ↑  (EN) What is the difference between SLA, VRLA and AGM batteries?, su sealedperformance.com.au (archiviato dall'url originale l'11 aprile 2020).
43. ↑   FAQ, su sistel.ca.it (archiviato dall'url originale l'11 aprile 2020).
44. ↑   Batterie al GEL (tecnologia VRLA), su pmbatterie.it (archiviato dall'url originale il 1º febbraio 2019).
45. ↑   Batterie GEL, su fambatterie.it. URL consultato il 12 dicembre 2023 (archiviato l'11 aprile 2020).
46. ↑   Qual è la differenza tra batterie al piombo GEL e quelle AGM?, su S.I.E.S. srl. URL consultato il 12 dicembre 2023 (archiviato l'11 aprile 2020).
47. ↑   Alfredo Imparato, Batterie al piombo o al gel?, su nauticareport.it, 9 giugno 2018. URL consultato il 12 dicembre 2023 (archiviato l'11 aprile 2020).
48. ↑   Batterie AGM & GEL, su fambatterie.it. URL consultato il 12 dicembre 2023 (archiviato l'11 aprile 2020).
49. ↑   Fate un check-up delle batterie dei vostri UPS, su batterieups.com. URL consultato il 12 dicembre 2023 (archiviato l'11 aprile 2020).
50. ↑   Il rumore, i decibel e il livello equivalente, su arpa.vda.it, 29 novembre 2013. URL consultato il 12 dicembre 2023 (archiviato il 19 febbraio 2020).
51. ↑   Gianfranco Verbana, Cosa rappresenta l’unità di misura dB(A)? Cosa lo differenzia dall’unità dB?, su vialattea.net, 25 settembre 2005. URL consultato il 12 dicembre 2023 (archiviato l'11 aprile 2020).
52. ↑   Classificazione degli UPS : Online Doppia Conversione, Line Interactive, VFI, VI, VFD. Guida Elettrotecnica Norme CEI Lettera U, su ingegneria-elettronica.com. URL consultato il 12 dicembre 2023 (archiviato dall'url originale l'11 aprile 2020).
53. ↑   Speranza Gaetano, Come scegliere un gruppo di continuità – guida acquisto di un UPS, su hardwaretheory.it, 5 luglio 2017. URL consultato il 12 dicembre 2023 (archiviato il 14 agosto 2022).
54. ↑  
  -  Gruppi generatori statici di energia in B.T. (UPS) (Prima parte), su elenet.altervista.org (archiviato dall'url originale il 23 febbraio 2020).
  -  Gruppi generatori statici di energia in B.T. (UPS) - seconda parte, su elenet.altervista.org (archiviato dall'url originale il 25 ottobre 2019).
  -  Gruppi generatori statici di energia in B.T. (UPS) - terza parte, su elenet.altervista.org (archiviato dall'url originale il 25 ottobre 2019).
55. ↑   CN 050 - Gruppi statici di continuità (UPS) (PDF), su Federazione ANIE, aprile 2016 (archiviato il 14 dicembre 2016).
56. ↑   Maurizio Tortone, Seminario tecnico UPS Riello (PDF), su Fondazione – Scuola di Formazione dell’Ordine degli Ingegneri della Provincia di Cagliari, 25 maggio 2016,  p. 27. URL consultato il 12 dicembre 2023 (archiviato dall'url originale il 28 maggio 2021).
57. ↑   Classificazione UPS, su Hoffmann, 11 gennaio 2019. URL consultato il 12 dicembre 2023 (archiviato l'11 aprile 2020).
58. ↑  (EN) IEC 62040-3 (PDF), su documents.pub, 4 ottobre 2015.
59. ↑  (EN) Appendix B: Excerpts From Draft IEC Standard 62040-3 Ed. 2.0 FDIS (PDF), su energystar.gov. URL consultato il 12 dicembre 2023 (archiviato il 24 ottobre 2020).
60. ↑   Le armoniche nelle applicazioni HVAC (PDF), su ABB, 2019. URL consultato il 12 dicembre 2023.
61. ↑   Cosa sono le armoniche e come si creano, su voltimum.it, 14 settembre 2017 (archiviato l'11 aprile 2020).
62. ↑   Qualità dell’energia elettrica: le armoniche elettriche, su voltimum.it, 13 settembre 2017 (archiviato l'11 aprile 2020).
«Per la normalizzazione sulla distorsione armonica totale la norma CEI EN 50160 indica che deve essere inferiore o uguale all’8%»
63. ↑   Stefano Comuzzi, Power Quality: le armoniche negli impianti elettrici (PDF), su www2.malignani.ud.it, Udine, 19 maggio 2006,  p. 5. URL consultato il 12 dicembre 2023.
«Il THD in tensione caratterizza la deformazione della forma d’onda della tensione. Se tale indice ha valore è inferiore al 5%, valore da considerarsi normale (...)»
64. 1 2 3 4   Natura dei gruppi statici di continuità (UPS), su elettricomagazine.it, 19 aprile 2016. URL consultato il 12 dicembre 2023.
65. ↑  (EN) Tony Bell, UPS Classification to EN62040-3, su powerinspired.com, 26 gennaio 2018. URL consultato il 12 dicembre 2023 (archiviato l'11 aprile 2020).